# 姚子青
姚子青（1909年1月15日—1937年9月7日），字若振，号中琪，梅州平远县大柘镇墩背村客家人。国民革命军少校，淞沪会战陣亡后追授陆军少将。

## 早期
1926年考入黄埔军校第六期，步兵第3中队，习步科。后参加北伐战争，任第11师独立旅第1团第1营第3连中尉排长。1927年北伐战争结束后，转入中央陆军军官学校就读，任第11师见习官，该师时任师长为陈诚。1930年11月后，在国民革命军陆军第十一师步兵三三旅暂编第一团第一营，先后任连长、副营长。1933年在中央陆军军官学校高等教育班第一期步兵炮队毕业。1934年7月，于陆军军官训练团第一期毕业，1934年2月任第583团少校团附。1936年3月4日就任第98师292旅583团3营营长。

## 宝山保卫战

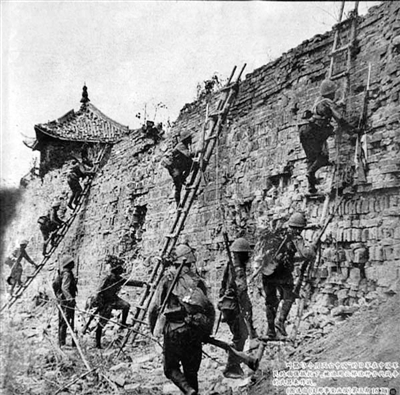
日军在火力掩护下进攻宝山城

1937年8月13日淞沪会战爆发，国民革命军第18军98师由汉口东进上海。8月30日姚子青奉命率部前往宝山县接防吴淞江口、炮台湾阻击登陆日军。宝山县城东、南、北3面临海，护城河沟浅窄，沿城无工事设备。城墙由土砖砌成，较矮可攀越，且易崩塌，致使宝山城形成攻易守难的局面。

9月1日，姚子青率部六百战士，坚守宝山城。日军集中军舰50余艘，飞机20余架、坦克近30辆、步兵5,000余人向姚子青营阵地发动进攻，姚子青只得以弱对强。9月2日，日军连续轰击宝山县城，欲从狮子林、吴淞东西夹击宝山，向宝山城西门外大街及西南城垣进攻，意图截断姚子青营与后方的联系。姚子青识破日军意图后，乘日军立足未稳多次将其击退。战至5日，姚子青营部4名连长阵亡3名，9名排长战死6名，仅剩100余人，杀敌300余人。9月7日晨，宝山城东南一角被日军攻破，日军蜂拥而入，而姚子青营部仅剩20余人与敌作战。终因寡不敌众，宝山县城陷落，除副营长李贻谟、7连少尉钟汉英、8连少尉杨镜秋、9连中尉连附康厚泽与二等兵魏建臣等人存活外，全营官兵500多人全部战死疆场，以身殉国，姚子青年仅28岁。其弟姚志英在保卫战中也一同殉国。

## 评价与纪念

### 评价
- 蒋介石闻讯后致电第98师师长夏楚中：“我官兵殉难之壮烈，尤其是宝山之一营，全部官兵与城共存亡，实开近世战争之创例。此种光荣哀劣，震惊中外，悲痛之余，聊以互慰……阵亡官长与士兵最惨烈者之姓名先行详报，以资表彰。顺颂戎祉！”[5]
- 1938年3月12日，毛泽东在延安举行的“纪念孙总理逝世十三周年及追悼抗敌阵亡烈士大会”上，发表演讲赞扬姚子青等烈士是全国人民“崇高伟大的模范”。
- 中国国民党中央执行委员会于9月10日通电全国：“宝山之战，姚子青营坚守孤城拼命，志气之壮，死事之烈，尤足以惊天地而泣鬼神……”。
- 南京《中央日报》《弔宝山城中六百义士》文称姚子青为“民族人格之表现”、上海《大美晚报》著文赞颂：“此次姚营全部殉城，其伟大壮烈，实令人内心震动而肃然起敬，此非仅中国人之光荣，亦为世界人类之光荣，其事迹将永垂史册！”[1]英文《大美晚报》：“此次姚营全部殉城其伟大壮烈，实令人内心震动而肃然起敬，此非仅中国人之光荣，亦为全人类之光荣，其伟绩将永垂史册而不朽！”[6]
- 2005年国民党荣誉主席连战在参观上海淞沪抗战纪念馆姚子青营牺牲处时献花，并题词“将军碧血凝青史、壮士英魂映丹心”。[7]

### 纪念
- 国民政府军事委员会命令追授姚子青为陆军少将，并在南京铸造姚子青铜像。[1]
- 江苏宝山县曾改名为“子青县”。[8]
- 汉口市政府将姚子青生前所居住的该市生成里七号所隶属街道，改名为“姚子青路”。[9]
- 1983年，中华人民共和国民政部追认姚子青将军为革命烈士。
- 2007年6月，上海将宝山区宝林支路更名为子青路，路上唯一一家单位行知中学的地址由宝林支路1号更改为子青路99号。
- 2014年9月1日，列入中华人民共和国民政部公布的第一批300名著名抗日英烈和英雄群体名录。

## 相关作品
《宝山喋血记》、《孤城喋血》、《捍卫者》。